# Yougoslavie aux Jeux olympiques d'hiver de 1984
L'équipe olympique de Yougoslavie  a participé  aux Jeux olympiques d'hiver de 1984 à Sarajevo en Yougoslavie. Elle prit part aux Jeux olympiques d'hiver pour la douzième fois de son histoire et son équipe formée de soixante douze athlètes remporta une médailles d'argent et se classa 14e au classement des médailles.
| Sport                 | Discipline   | Athlète(s)  |
| Médaille d'Argent : 1 |              |             |
| Ski alpin             | Géant Hommes | Jure Franko |